# Макграт, Боб
Роберт Эмметт (Боб) Макграт (англ. Robert Emmett "Bob" McGrath, 13 июня 1932 года — 4 декабря 2022 года) — американский актёр, музыкант и детский писатель, наиболее известный по роли учителя музыки Боба Джонсона в кукольном телешоу «Улица Сезам», в котором он снимался с 1969 по 2017 год, — в общей сложности 48 лет.

## Биография
Макграт родился 13 июня 1932 года в Оттаве, штат Иллинойс, в семье фермера Эдмунда Томаса Макграта. Он был назван в честь ирландского патриота Роберта Эммета. В детстве он любил петь для своей семьи, его мать аккомпанировала на пианино.
Макграт окончил Мичиганский университет в 1954 году; там же он посещал музыкальную школу. Он активно участвовал в жизни университетской молодёжи. После окончания университета был призван в армию США, где продолжил свою музыкальную карьеру.
Его телевизионная карьера началась в 1960 году — он снимался в телесериалах и телешоу и записывал свои песни. В 1969 году он начал работу в кукольном телешоу «Улица Сезам», в котором сыграл человеческого персонажа, учителя музыки Боба Джонсона. Эту роль он исполнял на протяжении 48 лет, что сделало Боба Джонсона одним из самых продолжительных персонажей в «Улице Сезам». Летом 2016 года продюсеры «Улицы Сезам» объявили, что со следующего года Макграт и ещё несколько давних участников больше не появятся в этой передаче, так как её формат будет серьёзно изменён. Боб Макграт не вернулся в шоу, однако в 2019 году снялся в эпизоде, посвящённом 50-летнему юбилею «Улицы Сезам».
Макграт умер от осложнений после инсульта у себя дома 4 декабря 2022 года на 91-м году жизни.

## Личная жизнь
Макграт женился на Энн в 1958 году. У них было пятеро детей, пять внучек и трое внуков.